# Empty Garden (Hey Hey Johnny)
Empty Garden (Hey Hey Johnny) é uma balada de sucesso do cantor e compositor britânico Elton John, escrita pelo próprio e por Bernie Taupin, constante em seu álbum de 1982, Jump Up!. Alcançou o 13º lugar na parada de singles dos EUA. Ele dedicou a canção em memória do falecido beatle John Lennon, que tinha sido assassinado por um fã obcecado em frente ao seu apartamento em Nova York em 8 de dezembro de 1980. Lennon e John eram bons amigos, tendo realizado um dueto em 1974, Whatever Gets You thru the Night, que a dupla cantou ao vivo em um dos shows de John no mesmo ano, junto com outras duas canções.
Como parte da turnê de Jump Up!, em 1982, Elton John interpretou a canção no Madison Square Garden, na presença de Yoko Ono e Sean Lennon. Em 17 de abril do mesmo ano, John voltaria a apresentar-se ao vivo com esta canção, desta vez no Saturday Night Live, apresentado por Johnny Cash.
O "Jardim vazio" referido na canção é o Madison Square Garden, onde cantou em dueto com John Lennon em 1974. John, depois disso, apresentou a canção várias vezes no Madison Square Garden. O vídeo para a canção mostra John sentado em um piano com um mockup da porta do edifício Dakota, onde o assassinato de Lennon ocorreu.
John compôs e gravou antes um tributo instrumental a Lennon, The Man Who Never Died, e no livro que acompanha o box set To Be Continued... disse que estava preocupado que as canções sobre Lennon não seriam mais do que "desajeitadas" ou "cafonas", até que viu a letra de Bernie para Empty Garden. The Man Who Never Died (Remix) foi incluída como faixa bônus na reedição remasterizada de Ice on Fire.
Empty Garden fez muito sucesso no Brasil, sendo incluída na trilha sonora internacional da novela Sétimo Sentido, de Janete Clair, exibida pela TV Globo em 1982. Na trama é a música-tema dos personagens Érika e Rubens, interpretados respectivamente por Liza Vieira e Edwin Luisi.

## Créditos
- Elton John - piano, cravo, vocal
- Richie Zito - guitarras
- Dee Murray - baixo
- James Newton-Howard - sintetizadores
- Jeff Porcaro - bateria